# 伏爾加斯克區

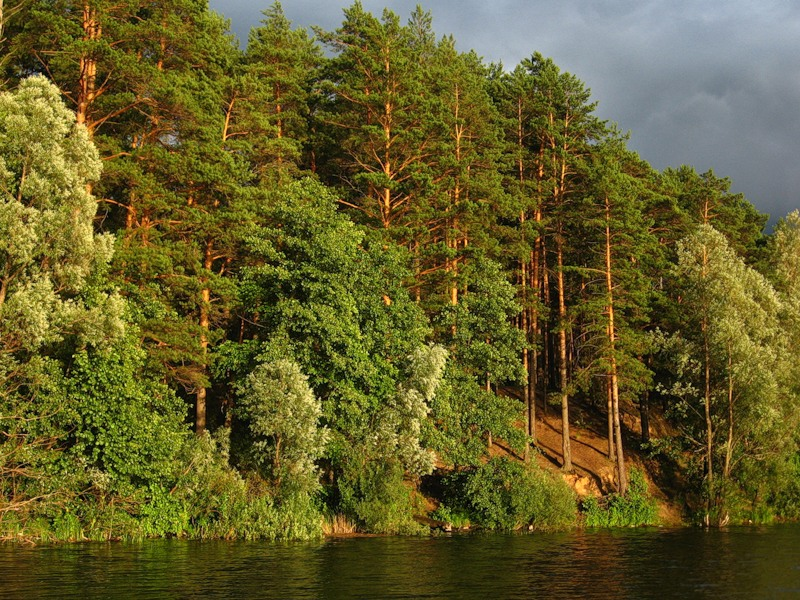

55°52′N 48°21′E / 55.867°N 48.350°E
伏爾加斯克區（俄语：Волжский район），是俄羅斯的一個區，位於該國西部，由馬里埃爾共和國負責管轄，面積913.86平方公里，2010年人口23,940，人口密度每平方公里26.2人。